# Burkhard Reich
Burkhard Reich (* 1. prosince 1964, Fürstenwalde) je bývalý německý fotbalista, střední obránce.

## Fotbalová kariéra
Začínal v týmu Dynamo Fürstenwalde.
Ve východoněmecké oberlize hrál za 1. FC Union Berlin a Berliner FC Dynamo, nastoupil ve 102 ligových utkáních a dal 16 gólů. S Berliner FC Dynamo získal dvakrát mistrovský titul a dvakrát východoněmecký fotbalový pohár. Za reprezentaci Východního Německa (NDR) nastoupil v letech 1987-1990 v 6 utkáních. Po sjednocení Německa hrál za Karlsruher SC, nastoupil ve 200 bundesligových utkáních a dal 13 gólů. Kariéru končil v týmu VfB Leipzig. V Poháru mistrů evropských zemí nastoupil v 5 utkáních, v Poháru vítězů pohárů nastoupil ve 4 utkáních a v Poháru UEFA nastoupil v 15 utkáních.

## Ligová bilance
| Ročník                                  | Zápasy | Góly | Klub                |
| --------------------------------------- | ------ | ---- | ------------------- |
| DDR-Liga 1982/83                        | 4      | 2    | Dynamo Fürstenwalde |
| DDR-Liga 1983/84                        | 11     | 1    | Dynamo Fürstenwalde |
| DDR-Liga 1984/85                        | 34     | 7    | Dynamo Fürstenwalde |
| DDR-Liga 1985/86                        | 17     | 7    | Dynamo Fürstenwalde |
| DDR-Oberliga 1986/87                    | 22     | 3    | Berliner FC Dynamo  |
| DDR-Oberliga 1987/88                    | 16     | 4    | Berliner FC Dynamo  |
| DDR-Oberliga 1988/89                    | 23     | 1    | Berliner FC Dynamo  |
| DDR-Oberliga 1989/90                    | 16     | 4    | FC Berlin           |
| DDR-Oberliga 1990/91                    | 25     | 4    | FC Berlin           |
| Německá fotbalová Bundesliga 1991/92    | 31     | 4    | Karlsruher SC       |
| Německá fotbalová Bundesliga 1992/93    | 29     | 2    | Karlsruher SC       |
| Německá fotbalová Bundesliga 1993/94    | 25     | 1    | Karlsruher SC       |
| Německá fotbalová Bundesliga 1994/95    | 27     | 1    | Karlsruher SC       |
| Německá fotbalová Bundesliga 1995/96    | 33     | 2    | Karlsruher SC       |
| Německá fotbalová Bundesliga 1996/97    | 29     | 2    | Karlsruher SC       |
| Německá fotbalová Bundesliga 1997/98    | 26     | 1    | Karlsruher SC       |
| 2. německá fotbalová Bundesliga 1998/99 | 14     | 1    | Karlsruher SC       |
| CELKEM DDR-Oberliga                     | 102    | 16   |                     |
| CELKEM Německá fotbalová Bundesliga     | 200    | 13   |                     |